# Скрайня-Блізановська
Скрайня-Блізановська (пол. Skrajnia Blizanowska) — село в Польщі, у гміні Блізанув Каліського повіту Великопольського воєводства.
Населення — 221 особа (2011).
У 1975-1998 роках село належало до Каліського воєводства.

## Демографія
Демографічна структура станом на 31 березня 2011 року:
|          | Загалом | Допрацездатний вік | Працездатний вік | Постпрацездатний вік |
| -------- | ------- | ------------------ | ---------------- | -------------------- |
| Чоловіки | 109     | 22                 | 72               | 15                   |
| Жінки    | 112     | 21                 | 60               | 31                   |
| Разом    | 221     | 43                 | 132              | 46                   |